# لامب (حزمة برمجيات)

The LAMP software bundle (here additionally with سكويد). A high performance and high-availability solution for a hostile environment

LAMP لامب هو النموذج الأصلي لخدمات ويب لمجموعة حلول [الإنجليزية] وتم التسمية بالحروف الأولى لأربعة برمجيات تستخدم في إدرات خوادم الويب وإنشاء مواقع ويب تفاعلية. هذه البرامج عادة ما تكون من نوع البرمجيات المجانية مفتوحة المصدر.
شرح الاختصار:-
- L تشير إلى لينكس Linux، وهو نظام تشغيل مفتوح المصدر.
- A تشير إلى أباتشي (خادم ويب) اباتشي خادم ويب.
- M تشير إلى ماي إس كيو إل MySQL نظام إدراة قواعد البيانات.
- P تشير إلى بايثون، أو بيرل، أو بي.إتش.بي لغات برمجة.

بالرغم من أن مصصمي كلاً من هذه البرمجيات الحرة لم يصمموها لتعمل تحديداً معاً، إلا أن حزمة البرمجيات هذه أصبحت مشهورة نتيجة لأسعار امتلاكها الرخيصة، ولخصائصها الفريدة كونها مفتوحة المصدر.

## برمجيات

### لينكس
لينكس هو نظام تشغيل مفتوح المصدر، من الأنظمة الشبيهة بيونكس. انتشر استخدام النظام في سوق خوادم الويب.

### أباتشي
أباتشي هو برنامج لخوادم الويب

### ماي إس كيو إل
ماي إس كيو إل هو نظام إدراة قواعد بيانات مفتوح المصدر.

### بي.إتش.بي
بي.إتش.بي هي لغة برمجة مصممة لإنشاء صفحات وتطبيقات ويب تفاعلية